# لوئیس بورنو
لوئیس بورنو (انگلیسی: Louis Borno; زاده ۲۰ سپتامبر ۱۸۶۵ – درگذشته ۲۹ ژوئیهٔ ۱۹۴۲) سیاستمدار و دیپلمات اهل هائیتی بود. وی از ۱۵ مه ۱۹۲۲ تا ۱۵ مه ۱۹۳۰ رئیس‌جمهور هائیتی بود.
لوئیس بورنو در ۲۹ ژوئیه ۱۹۴۲، در سن ۷۶ سالگی درگذشت.